# 2016年歐洲聯盟公投（舉辦）規例
《2016年歐洲聯盟公投（舉辦）規例》（英語：The European Union Referendum (Conduct) Regulations 2016；No. 219）是英國國會的一項法定文書。
2016年2月20日，保守黨籍首相卡梅倫在首相府宣佈將會舉行脫歐公投，繼而制定本規例。法例依據《2015年歐洲聯盟公投法令》，就在2016年6月23日於英國和直布羅陀舉行的欧洲联盟會籍全國性公投程序以及公投選票格式、告示公佈、及投票當日投票站內告示公佈事宜制定法律條文。規例在首相的公告後馬上制定，2016年2月26日生效。

## 內容
- 弁言[2]
- 第1部分：簡介[3]
- 第2部分：聯合王國內公投舉行規例[4]
  - 引用與釋義[5]
  - 時間[6]
  - 一般條文[7]
  - 投票前需做事項[8]
  - 投票[9]
  - 點票[10]
  - 最後程序[11]
  - 文件處置[12]
- 第3部分：聯合王國缺席投票公投[13]
  - 第1章：大不列顛[14]
  - 第2章：北愛爾蘭[15]
- 第4部分：現有法律之引用和修訂[16]
- 第5部分：補充[17]
- 簽署[18]
- 附表1：1983年人民代表法令條文之引用[19]
- 附表2：其他法令條文之引用[20]
- 附表3：現有規例條文之引用[21]
- 附表4：格式[22]
- 解說備註[23]